# Leucaspis einnamomum
Leucaspis einnamomum är en insektsart som först beskrevs av Tang 1977.  Leucaspis einnamomum ingår i släktet Leucaspis och familjen pansarsköldlöss. Inga underarter finns listade i Catalogue of Life.